# Magdalena von Österreich

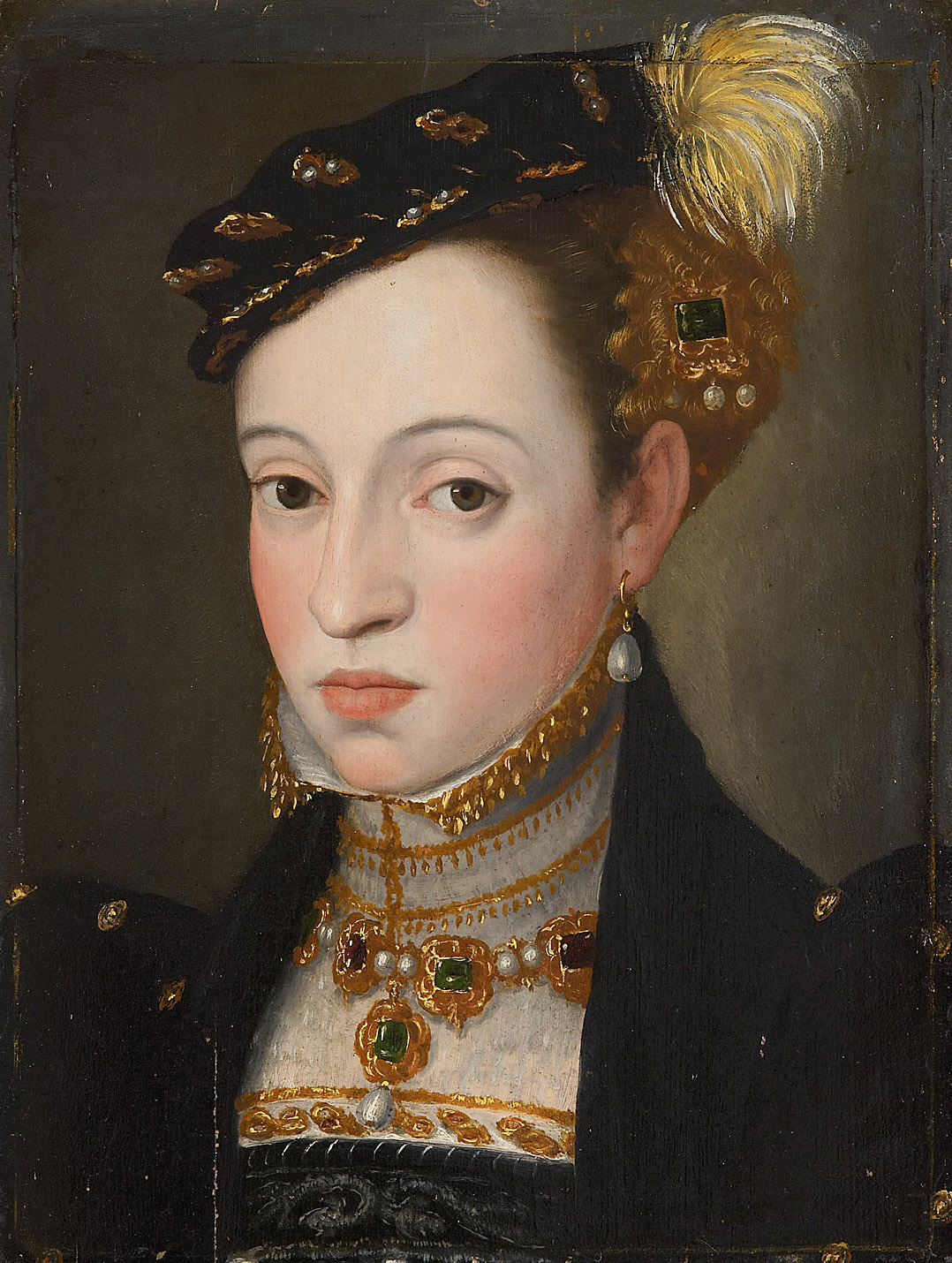
Erzherzogin Magdalena von Österreich. Gemälde von Giuseppe Arcimboldi um 1563

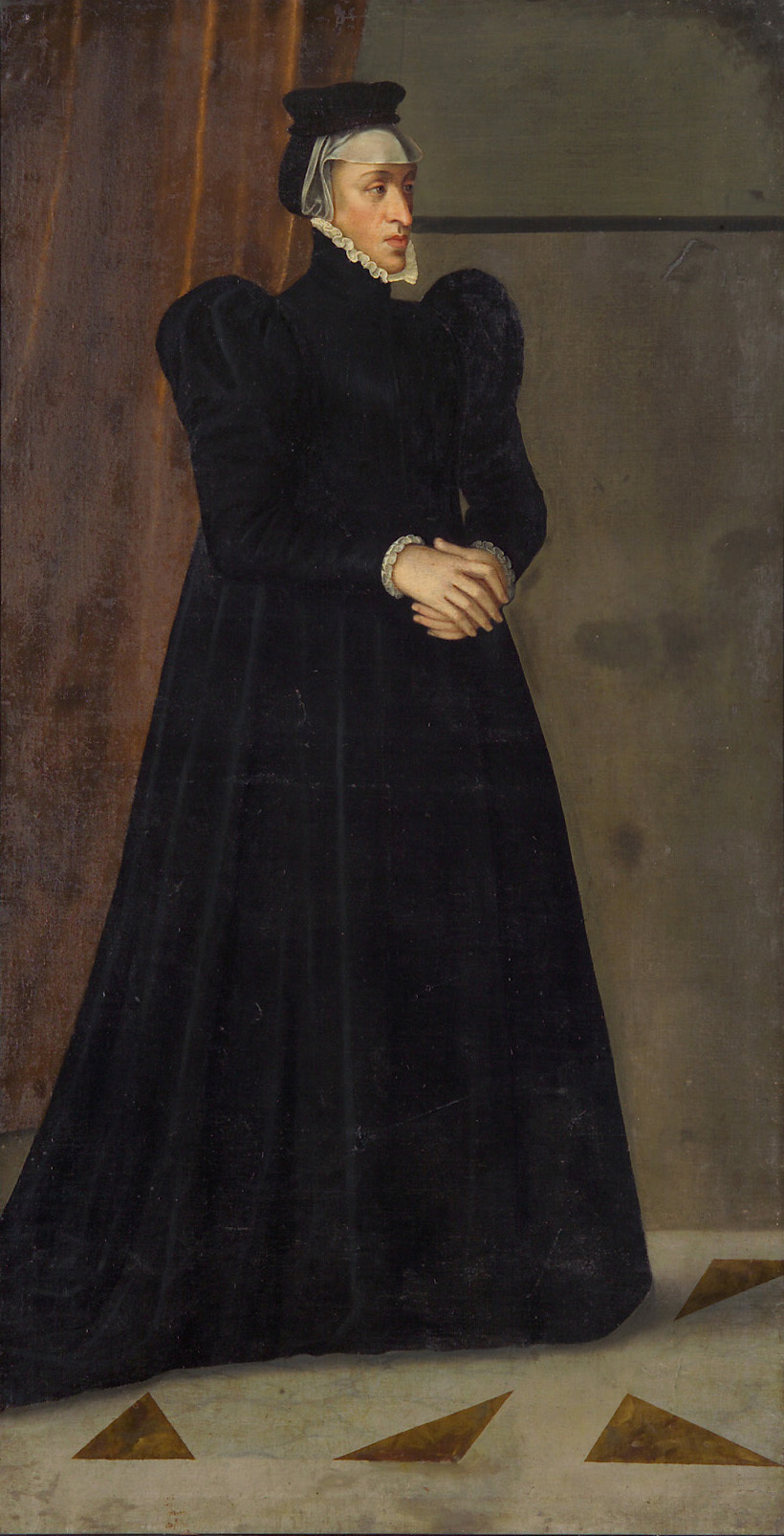
Magdalena von Österreich als Fürstäbtissin

Magdalena von Österreich (* 14. August 1532 in Innsbruck; † 10. September 1590 in Hall in Tirol) war eine Erzherzogin aus dem Hause Habsburg sowie Gründerin und erste Fürstäbtissin des Damenstifts in Hall in Tirol.

## Leben
Magdalena war die vierte Tochter von fünfzehn Kindern des römisch-deutschen Königs und späteren Kaisers Ferdinand I. (1503–1564), und seiner Gattin Prinzessin Anna Jagiello (1503–1547), Tochter des Königs Wladyslaw II. von Böhmen und Ungarn und dessen dritter Frau Anne de Foix-Candale. Ihre Großeltern väterlicherseits waren der König Philipp I. und die Infantin Johanna von Kastilien, genannt die Wahnsinnige.
Noch zu Lebzeiten des Vaters äußerten Erzherzogin Magdalena und ihre jüngere Schwester Margarethe den Wunsch, unverheiratet zu bleiben und eine Gemeinschaft frommer Damen gründen zu wollen, den Ferdinand nur schwer akzeptieren konnte. Seine zweitjüngste Tochter Helena hingegen hielt der Kaiser aufgrund ihrer etwas schwächlichen Konstitution ohnehin als ungeeignet für eine Ehe. Diese drei Töchter entschlossen sich daher ein gottgeweihtes Leben zu führen und ein Stift – kein Kloster, sondern eine durch besondere Statuten geordnete Gemeinschaft – zu gründen. Nach dem Tod ihres Vaters im Jahre 1564 legte Magdalena das Gelübde der ehelosen Keuschheit ab, trug zeit ihres Lebens nur noch Trauerkleidung und machte sich zielstrebig an die Gründung des „Königlichen Stiftes“ in Hall, das gleichgesinnten Frauen – sowohl adeliger als auch bürgerlicher Herkunft – ein möglichst zurückgezogenes, frommes und gottgefälliges Leben unter Aufsicht der Jesuiten ermöglichen sollte. Sie leitete das Stift 22 Jahre lang und gab ihm ein unter dem Einfluss des Kirchenlehrers Petrus Canisius stehendes Status. Nach kurzer Krankheit starb Magdalena im Ruf der Heiligkeit. Ihre sterblichen Überreste, die sich seit 1610 in der Haller Jesuitenkirche befanden, wurden 1706 in die Damenstiftskirche überführt.
Ein Seligsprechungsprozess ist eingeleitet.